# Liste des comtes et ducs de Juliers

Armoiries des ducs de Juliers

## Comtes de Juliers
- Gérard Ier, comte dans le pays de Juliers, mort après 1029.
- Eberhard, comte dans le pays de Juliers, fils du précédent.
- 1051-1070 : Gérard II, comte dans le pays de Juliers, fils du précédent.
- 1070-1118 : Gérard III, comte de Juliers, fils du précédent.
- 1118-1135 : Gérard IV, comte de Juliers, fils du précédent.
- 1136-1176 : Guillaume Ier, comte de Juliers, fils du précédent.
- 1176-1207 : Guillaume II, comte de Juliers, fils du précédent,
marié à Albérade de Saffenberg.

### Maison de Hengebach
- 1207-1218 : Guillaume III (mort en 1218), neveu du précédent, fils d'Eberhard II de Hengebach et de Judith de Juliers ?
marié à Mathilde de Limbourg.
- 1219-1278 : Guillaume IV (mort en 1278), fils du précédent,
marié en 1237 à Marguerite de Gueldre (morte vers 1251), puis à Richardis de Gueldre (morte en 1293/1298), toutes deux filles de Gérard III de Gueldre.
- 1278-1297 : Walram (mort en 1297), fils du précédent et de Mathilde de Gueldre,
marié à Marie de Brabant, fille de Godefroy d'Aerschot.
- 1297-1329 : Gérard V (1241-1328), frère du précédent, fils de Guillaume IV et de Mathilde de Gueldre,
marié à Elisabeth de Brabant, fille de Godefroy d'Aerschot.
- 1329-1336 : Guillaume V (mort en 1361), fils du précédent,
marié à Jeanne de Hollande.

En 1336, le Juliers est érigé en margraviat.

## Margrave de Juliers

### Maison de Hengebach
- 1336-1356 : Guillaume V (mort en 1361),
marié à Jeanne de Hollande.

En 1356, le Juliers est érigé en duché.

## Ducs de Juliers

### Maison de Hengebach
- 1356-1361 : Guillaume V (mort en 1361),
marié à Jeanne de Hollande.
  - Gérard VI (mort en 1360), duc associé, fils ainé du précédent.

armoiries des ducs de Gueldre et de Juliers

- 1361-1393 : Guillaume VI (mort en 1393), fils cadet de Guillaume V,
marié à Marie (morte en 1405), duchesse de Gueldre.
- 1393-1402 : Guillaume VII (mort en 1402), duc de Gueldre et de Juliers, fils du précédent,
marié à Catherine de Bavière (1360-1400).
- 1402-1423 : Renaud (mort en 1423), duc de Gueldre (Renaud IV) et de Juliers, fils du précédent,
marié en 1405 à Marie d'Harcourt.

À sa mort, le duché de Gueldre passe aux descendants de sa sœur, tandis que le Juliers passe à des cousins en lignée masculine. Cependant, les ducs de Gueldre prétendront au duché de Juliers, et cette prétention sera reprise par duc de Lorraine.
- Gérard VI (mort en 1360), marié à Marguerite de Ravensberg, père de :
- Guillaume II (1338-1408), duc de Berg, marié à Anne de Wittelsbach, père de :
- 1423-1437 : Adolphe Ier (mort en 1437), duc de Berg (Adolphe VII) et de Juliers
marié à Yolande de Bar (morte en 1421), puis en 1430 à Élisabeth de Bavière
- 1437-1475 : Gérard VII (mort en 1475), duc de Berg (Gérard Ier) et de Juliers, neveu du précédent, fils de Guillaume de Juliers (1382-1428) et d'Adélaïde de Tecklenbourg
marié en 1444 à Sophie de Saxe-Lauenbourg (morte en 1473)
- 1475-1511 : Guillaume VIII (1455-1511), duc de Berg (Guillaume III) et de Juliers, fils du précédent
marié en 1472 à Élisabeth de Nassau-Saarbrücken (1459-1479), puis en 1481 à Sibylle de Brandebourg (1467-1524)
- 1511-1543 : Marie de Juliers-Berg (1491-1543), fille du précédent et de Sibylle de Brandebourg
mariée en 1510 à Jean III (1490-1539), duc de Clèves

### Seconde maison de Clèves oumaison de La Marck

Armoiries de Juliers-Berg-Ravensberg

- 1511-1539 : Jean III (1490-1539), duc de Juliers, de Berg et de Clèves
marié en 1510 à Marie de Juliers-Berg
- 1539-1592 : Guillaume IX (1516-1592), duc de Clèves, de Juliers et de Berg (Guillaume IV), fils du précédent
marié en 1546 à Marie d'Autriche (1531-1581)
- 1592-1609 : Jean-Guillaume de Clèves (1562-1609), fils du précédent ; sous tutelle de sa femme Antoinette de Lorraine (morte en 1610).
- 1609-1632 : Anne de Clèves (1552-1632), sœur du précédent
marié en 1574 à Philippe Louis (1547-1614), comte palatin de Neubourg

### Maison de Wittelsbach
- 1609-1614 : Philippe Louis (1547-1614), comte palatin de Neubourg
marié en 1574 à Anne de Clèves (1552-1632)
- 1632-1653 : Wolfgang Guillaume (1578-1653), fils des précédents
- 1653-1690 : Philippe Guillaume (1615-1690), duc de Neubourg en 1666, électeur palatin en 1685, fils du précédent
- 1690-1716 : Jean Guillaume Joseph (1658-1716), fils du précédent
- 1716-1742 : Charles Philippe (1661-1742), frère du précédent
- 1742-1794 : Charles Théodore (1724-1799), comte palatin de Soulzbach, électeur de Bavière en 1777, cousin du précédent

1794 : rattaché à la France
1815 : rattaché au royaume de Prusse (province de Juliers-Clèves-Berg)